# Šimanovské rašeliniště
Šimanovské rašeliniště je přírodní rezervace poblíž obce Šimanov v okrese Jihlava v nadmořské výšce 602–611 metrů. Oblast spravuje Krajský úřad Kraje Vysočina. Důvodem ochrany jsou luční rašeliništní a mokřadní společenstva s výskytem vzácných a ohrožených druhů.
Mezi nejvýznamnější živočichy vyskytující se v oblasti patří skokan krátkonohý (Pelophylax lessonae), ropucha obecná (Bufo bufo), bekasina otavní (Gallinago gallinago), bramborníček hnědý (Saxicola rubetra) a linduška polní z rostlin zejména evropsky chráněná srpnatka fermežová (Hamatocaulis vernicosus) dále pak bařička bahenní (Triglochin palustris), prstnatec májový (Dactylorhiza majalis), tolije bahenní (Parnassia palustris), rosnatka okrouhlolistá (Drosera rotundifolia), ostřice blešní (Carex pulicaris) a ostřice přioblá (Carex diandra).

## Galerie

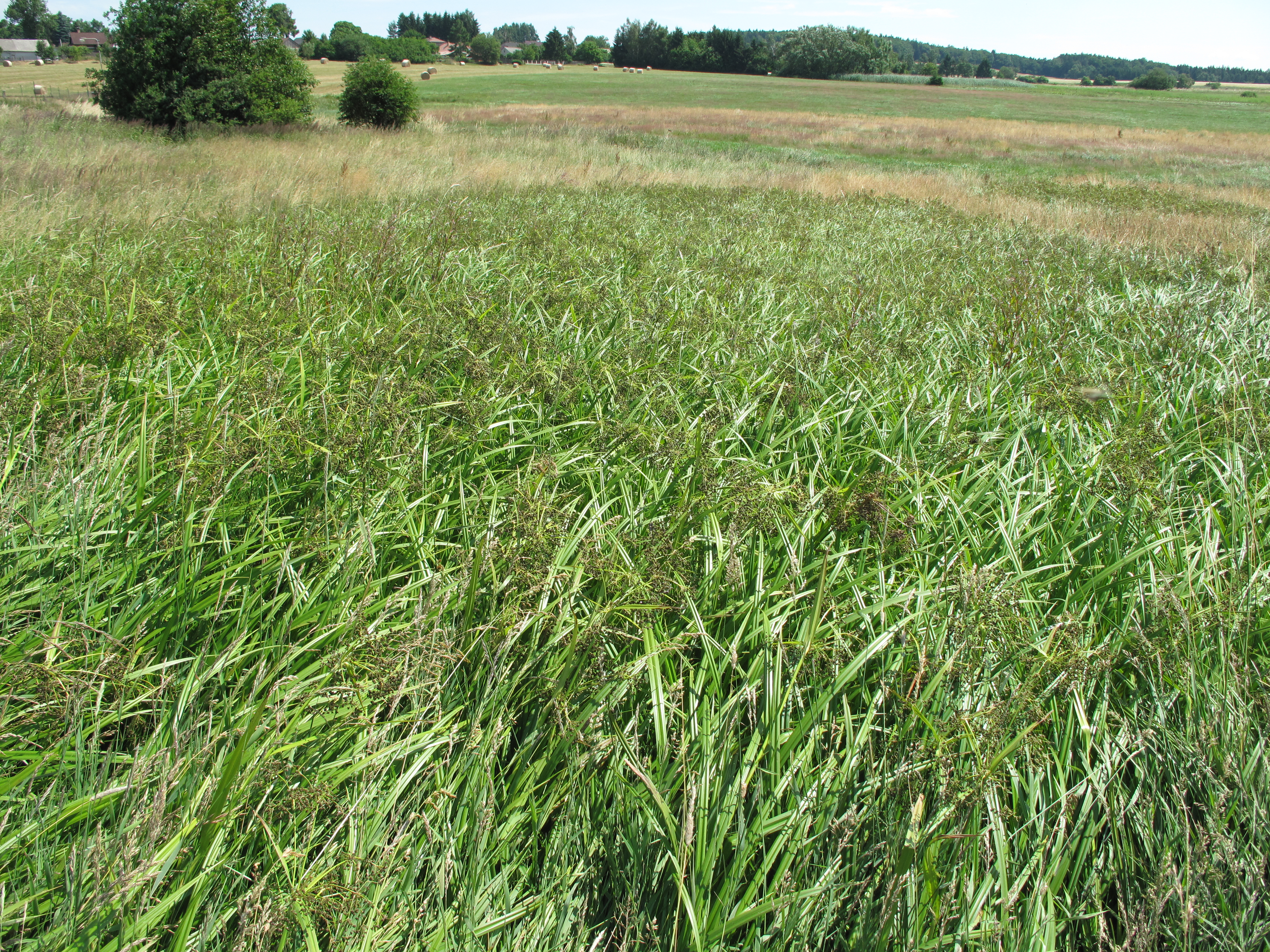
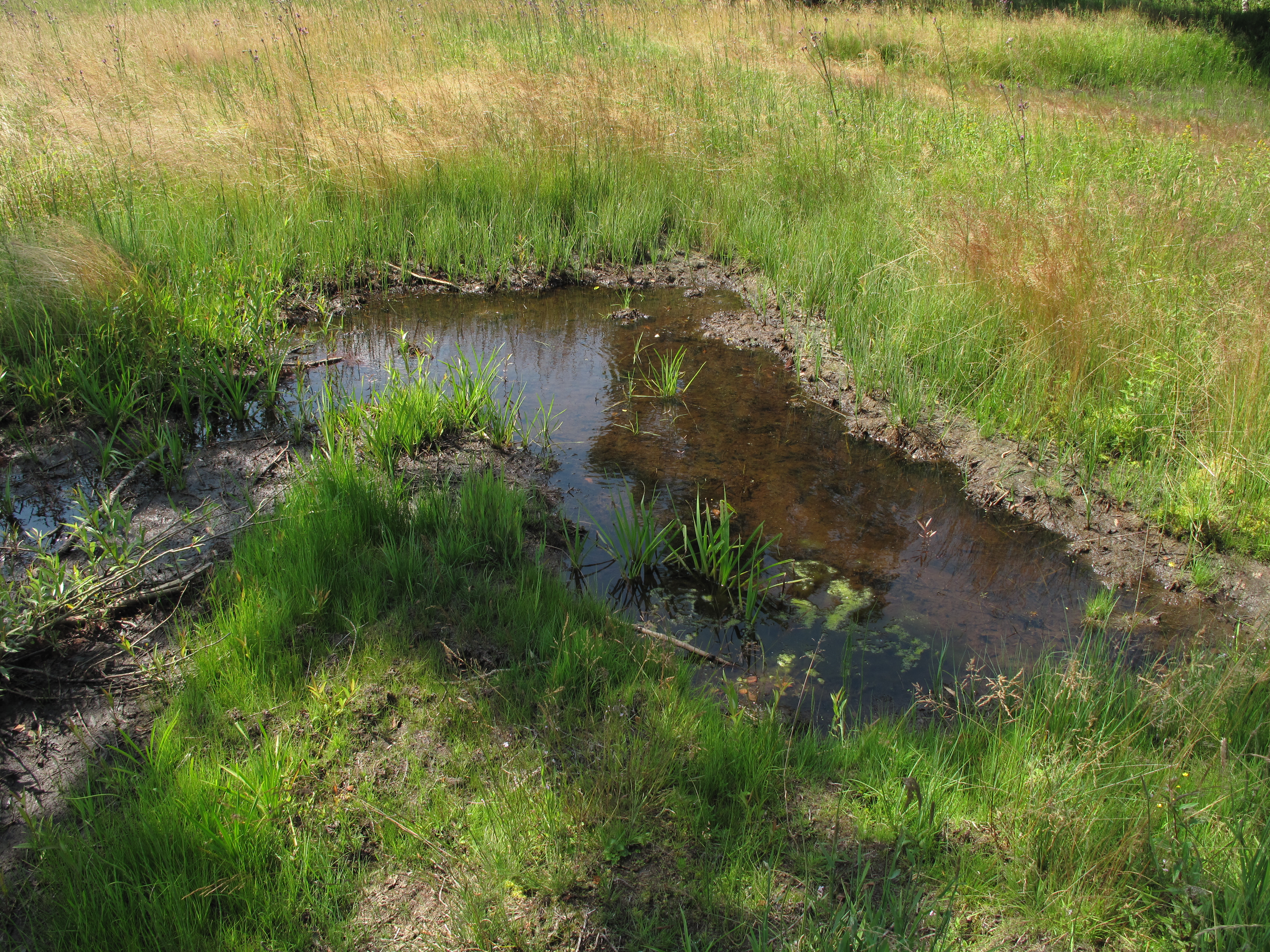
Mokřina
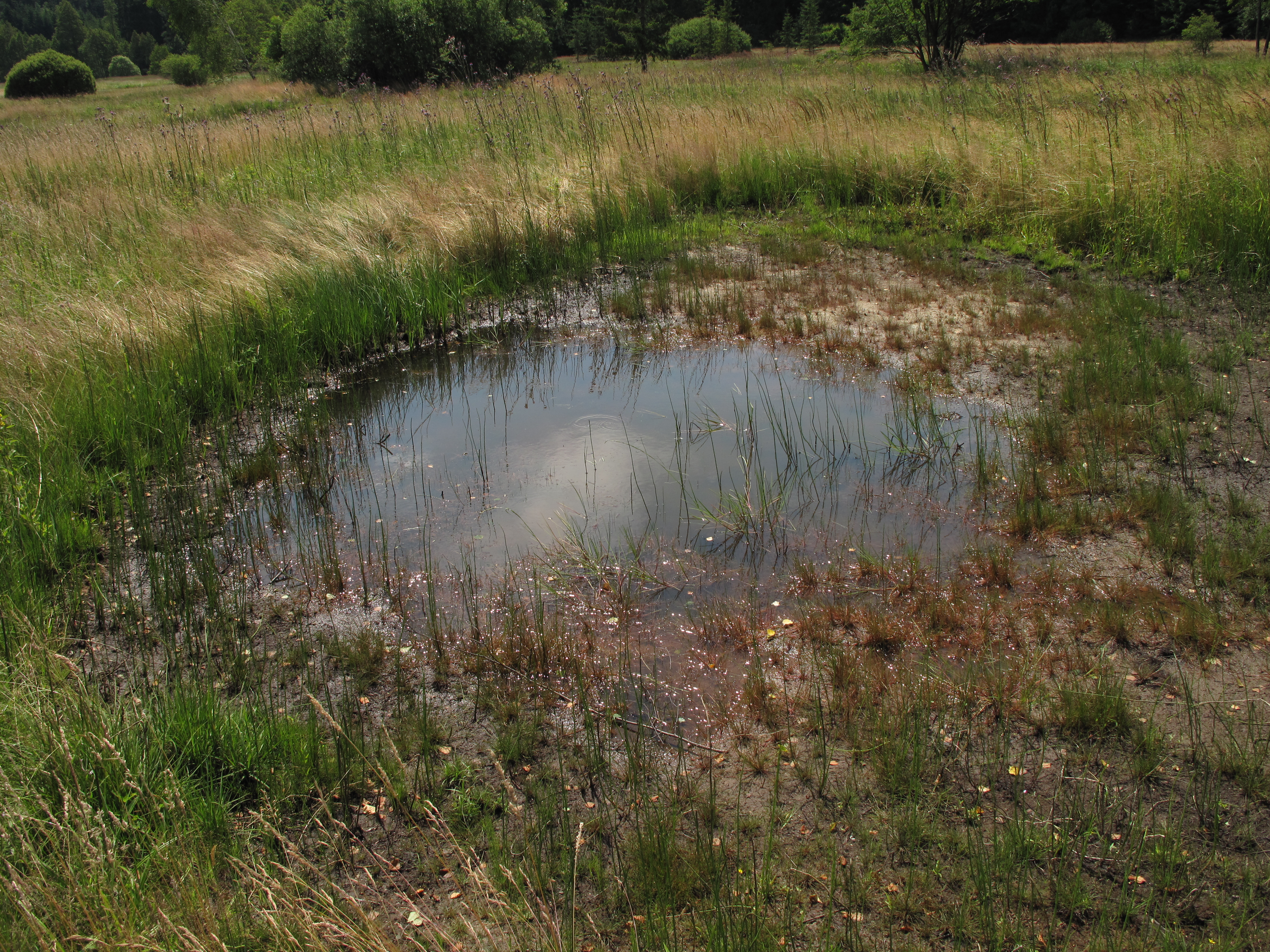
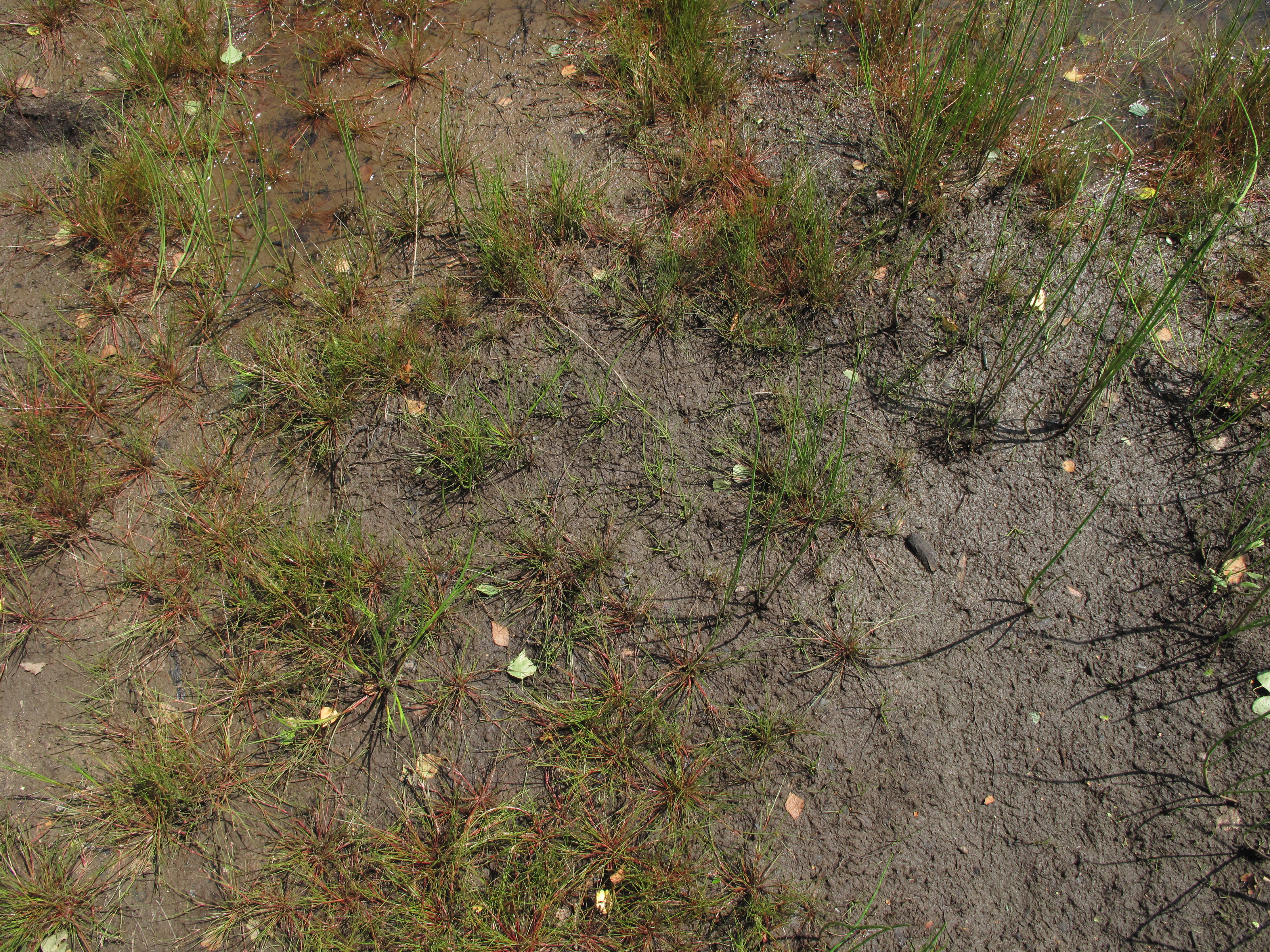
Mokřadní vegetace